# Helge Karlsson (politiker)
Helge Gunnar Karlsson i riksdagen kallad Karlsson i Ronneby, född 27 mars 1915 i Ronneby församling, Blekinge län, död där 21 januari 2008, var en svensk riksdagspolitiker (socialdemokrat).
Karlsson var ledamot av riksdagens första kammare 1964–1970, invald i Blekinge läns och Kristianstads läns valkrets. Han var också ledamot av den nya enkammarriksdagen 1971. Han var även stadsfullmäktigeledamot.
Helge Karlsson satt under 60-talet som ordförande i Ronneby där han drev igenom rivningen av många äldre byggnader för att ge rum åt parkeringshus och så kallade Domusvaruhus och EPA-varuhus.